# Blanský les
Blanský les är en bergskedja i Tjeckien.   Den ligger i regionen Södra Böhmen, i den sydvästra delen av landet, 140 km söder om huvudstaden Prag.
Den högsta toppen är Kleť, 1 083 meter över havet.
Topografiskt ingår följande toppar i Blanský les:
- Bulový
- Kleť